# Albert Billiet
Albert Billiet (* 10. Oktober 1907 in Gent; † 6. März 1977 ebenda) war ein belgischer Radrennfahrer.

## Sportliche Laufbahn
Billiet war im Bahnradsport und im Straßenradsport aktiv. Von 1934 bis 1939 war er Berufsfahrer. Seine größten Erfolge hatte er auf der Radrennbahn. Er gewann die Sechstagerennen von Saint Etienne 1931 (mit Omer De Bruycker), von Marseille 1933 (mit Albert Buysse), von Brüssel (mit Albert Buysse), von Gent (mit Camile Dekuysscher) und von Kopenhagen (mit Werner Grundahl Hansen) 1936, von Rotterdam (mit Albert Buysse) und von Paris (mit Cor Wals) 1937, von London (mit Albert Buysse), von Antwerpen (mit Albert Buysse) und von Paris (mit Karel Kaers) 1938 sowie von Paris (mit Albert Buysse) und von Antwerpen (mit Albert Buysse) 1939. Den Prix Dupré-Lapize und den Prix Hourlier-Comès, zwei renommierte Rennen im Zweier-Mannschaftsfahren in Paris, gewann er 1943 mit Gustave Danneels.
Auf der Straße wurde er Zweiter im Kampioenschap van Vlaanderen 1934, 1935 wurde er dort Dritter.